# Trách Kê vương
Trách Kê Vương (mất 298, trị vì 286–298) là quốc vương thứ 9 của Bách Tế. Ông là con trai cả của Cổ Nhĩ Vương.

## Tiểu sử
Phu nhân của ông, người được chép có tên là Bảo Quả (보과, 寶菓, Bogwa), là con gái của thái thú Đái Phương quận. Liên minh bằng hôn nhân này đã góp phần gây nên xích mích giữa vương quốc Cao Câu Ly và Bách Tế, sau khi Cao Câu Ly tấn công Đái Phương quận vào năm 286 và Trách Kê Vương khi đó đã gửi viện binh cho Đái Phương. Trách Kê Vương cho củng cố Uý Lễ Thành (Wiryeseong), A Thả Sơn thành (Achasanseong) và Xà thành (Sa-seong) để nhằm phòng thủ thung lũng sông Hán chống lại cái cuộc trả đũa dự kiến.
Năm 298, Bách Tế bị Mạch nhân (맥인, 貊人, Maek-in, có thể là người Đông Uế) và Lạc Lãng quận xâm lược, Trách Kê Vương bị giết, tại vị được 13 năm.